# Torneios ATP World Tour 500

## Eventos

### 2018
| Semana | Cidade         | País                   | Nome comercial                          | Piso           | Campeão               | Campeões                            |
| ------ | -------------- | ---------------------- | --------------------------------------- | -------------- | --------------------- | ----------------------------------- |
| 7      | Roterdã        | Países Baixos          | ABN AMRO World Tennis Tournament        | duro (coberto) | Roger Federer         | Pierre-Hugues Herbert Nicolas Mahut |
| 8      | Rio de Janeiro | Brasil                 | Rio Open                                | saibro         | Diego Schwartzman     | David Marrero Fernando Verdasco     |
| 9      | Acapulco       | México                 | Abierto Mexicano Telcel                 | duro           | Juan Martín del Potro | Jamie Murray Bruno Soares           |
| 9      | Dubai          | Emirados Árabes Unidos | Dubai Duty Free Tennis Championships    | duro           | Roberto Bautista Agut | Jean-Julien Rojer Horia Tecău       |
| 17     | Barcelona      | Espanha                | Barcelona Open Banc Sabadell            | saibro         | Rafael Nadal          | Bob Bryan Mike Bryan                |
| 25     | Halle          | Alemanha               | Gerry Weber Open                        | grama          | Borna Ćorić           | Łukasz Kubot Marcelo Melo           |
| 25     | Londres        | Reino Unido            | Fever-Tree Championships                | grama          | Marin Čilić           | Henri Kontinen John Peers           |
| 30     | Hamburgo       | Alemanha               | German Open                             | saibro         | Nikoloz Basilashvili  | Julio Peralta Horacio Zeballos      |
| 31     | Washington     | Estados Unidos         | Citi Open                               | duro           | Alexander Zverev      | Jamie Murray Bruno Soares           |
| 40     | Pequim         | China                  | China Open                              | duro           | Nikoloz Basilashvili  | Łukasz Kubot Marcelo Melo           |
| 40     | Tóquio         | Japão                  | Rakuten Japan Open Tennis Championships | duro (coberto) | Daniil Medvedev       | Ben McLachlan Jan-Lennard Struff    |
| 43     | Basileia       | Suíça                  | Swiss Indoors                           | duro (coberto) | Roger Federer         | Dominic Inglot Franko Škugor        |
| 43     | Viena          | Áustria                | Erste Bank Open 500                     | duro (coberto) | Kevin Anderson        | Joe Salisbury Neal Skupski          |